# Hyphinoe obliqua
Hyphinoe obliqua är en insektsart som beskrevs av Walker. Hyphinoe obliqua ingår i släktet Hyphinoe och familjen hornstritar. Inga underarter finns listade i Catalogue of Life.